# Evangelische Kirche (Garbenheim)

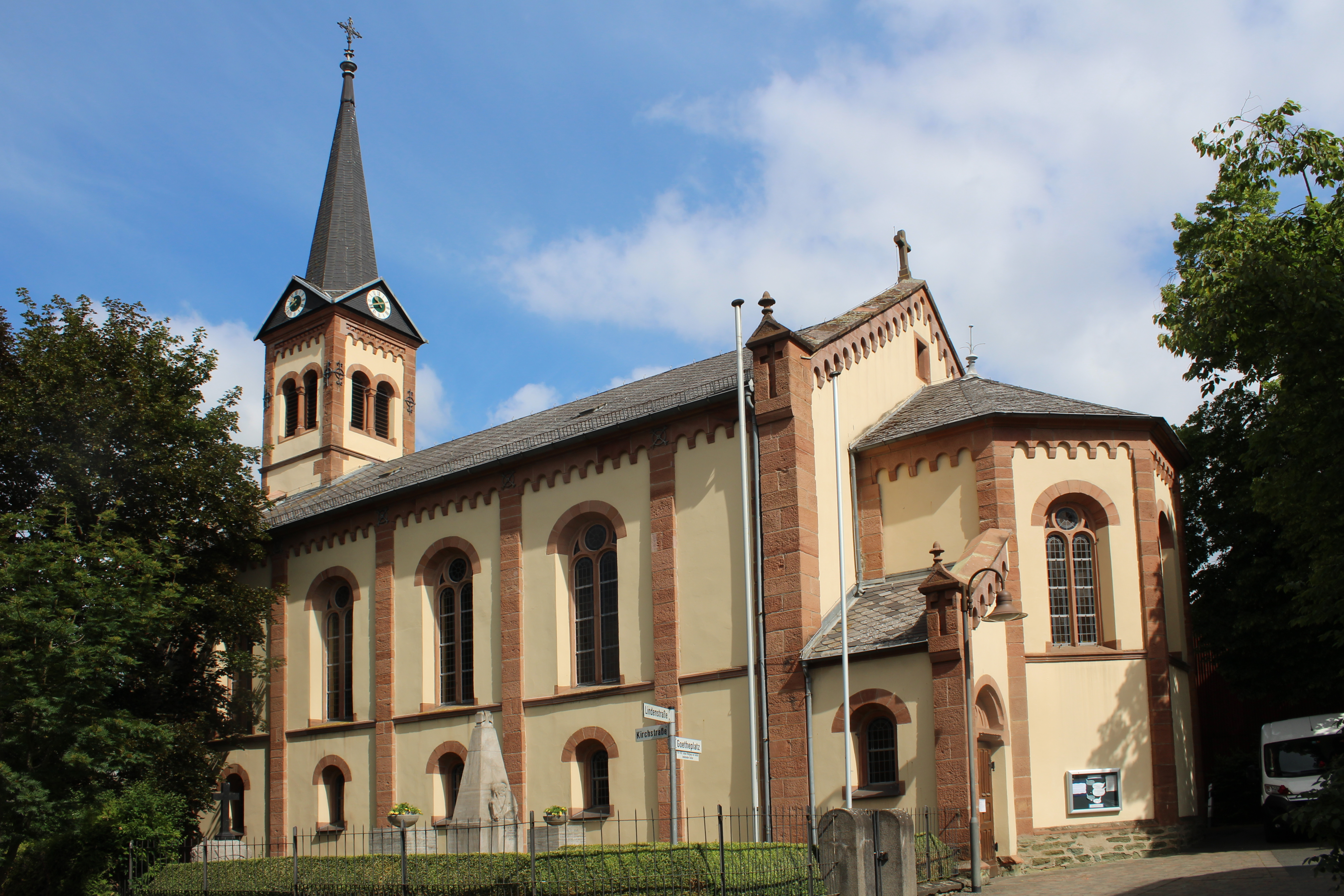
Kirche in Garbenheim von Südosten

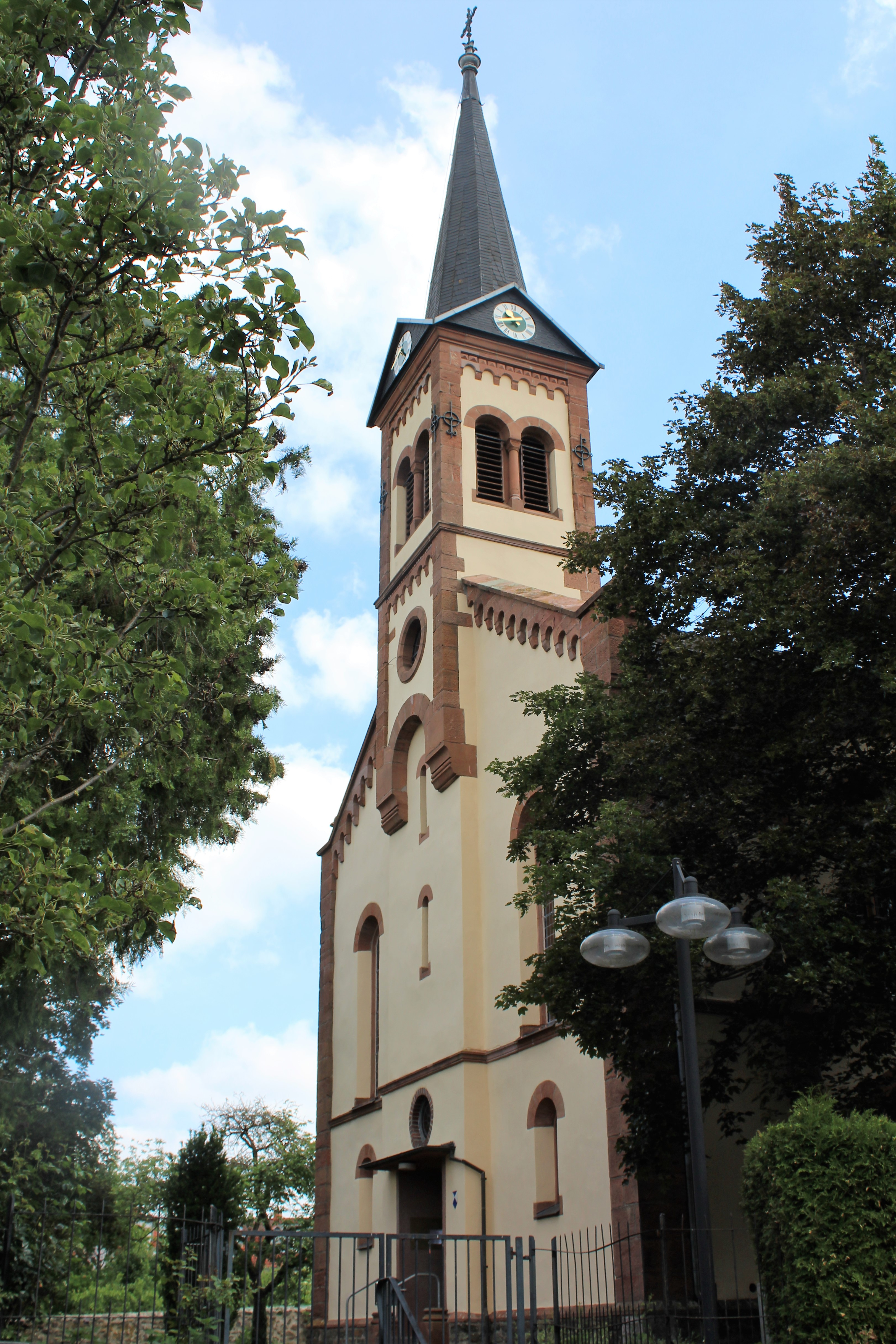
Westturm

Die Evangelische Kirche im mittelhessischen Garbenheim, einem Stadtteil von Wetzlar, ist eine spätklassizistische Saalkirche. Sie hat einen Westturm und ein eingezogenes Chorpolygon. Das Gebäude ist aufgrund seiner geschichtlichen, künstlerischen und städtebaulichen Bedeutung hessisches Kulturdenkmal.

## Geschichte
Erstmals wird in der Mitte des 13. Jahrhunderts eine Kirche in Garbenheim urkundlich genannt. Ritter Erwin von Garbenheim erwähnt in seinem Testament einen Altar, der dem hl. Georg geweiht war. Ein weiterer Altar, der hl. Katharina geweiht, wird 1371 und letztmals 1516 erwähnt. Das Gotteshaus wird 1380 als Pfarrkirche bezeichnet, besitzt aber nur eingeschränkte Rechte und kein Taufrecht. 1516 wird die „Kapelle“ dem Wetzlarer Stift inkorporiert. Garbenheim gehörte in vorreformatorischer Zeit zum Kirchspiel Wetzlar, das im Archipresbyterat Wetzlar dem Archidiakonat St. Lubentius Dietkirchen in der Erzdiözese Trier zugeordnet war.
Im Zuge der Einführung der Reformation bat die Kirchengemeinde das Wetzlarer Stift um die Einsetzung eines lutherischen Pfarrers. Als dies abgelehnt wurde, wandte sich die Gemeinde 1535 an den Landesfürsten. Erster evangelischer Pfarrer war Gerlach Reuter (1536–1545) aus Herborn. Ihm folgte für 20 Jahre wieder ein Kanoniker des Stifts, der „nur mit halbem Herzen evangelisch war“, bis die Kirchengemeinde im Jahr 1565 endgültig zum lutherischen Bekenntnis zurückkehrte.
Nachdem die Kirche im Dreißigjährigen Krieg stark beschädigt worden war, wurde sie im Jahr 1660 erneuert. Durch einen Blitzeinschlag im Jahr 1734 litt der Kirchturm Schaden. 1740 oder in den Jahren 1761 und 1763 ließ die Kirchengemeinde zwei neue Rincker-Glocken gießen. Eine umfassende Renovierung folgte 1757 für 373 Taler.
Aufgrund von Baufälligkeit wurde die Kirche 1865 polizeilich geschlossen. Am 17. Oktober 1866 zerstörte ein Großbrand weite Teile des Dorfes und auch die Kirche samt Ausstattung. Der Wetzlarer Kreisbaumeister Wilhelm Witte aus Wetzlar legte wohl bereits 1870/1871 Entwürfe für einen Neubau vor. Die Widerstände des freimaurerischen Amtsbürgermeisters gegen die Neubaupläne von Pfarrer Hermann Bingel (1818–1889) entzündeten sich an der Baulast. Während der 17 Jahre ohne Kirche versammelte sich die Gemeinde im Schulsaal. Witte hatte auch die Bauaufsicht inne. Die Grundsteinlegung erfolgte am 16. Mai 1882 und die Einweihung am 31. Oktober 1883.
Die Gemeinde schaffte 1883 ein Dreiergeläut der Firma Rincker an. Als Material dienten zwei eroberte französische Kanonen, die der Kaiser für den Kirchenneubau gespendet hatte. Zwei Glocken wurden 1917 zu Kriegszwecken abgeliefert. Als Ersatz goss Schilling 1922 drei Eisenhartguss, wobei die verbliebene Bronzeglocke in Zahlung gegeben wurde. Rincker goss 1975 ein neues Dreiergeläut aus Bronze. Die Schlagtöne b1, c2 und es2 ergeben das Gloria-Motiv. Die Stahlglocken gingen ins örtliche Museum. Im Zweiten Weltkrieg wurden die Bleiglasfenster zerstört. Bei einem Innenanstrich 1954 wurden das hohe braune Wandfries aus Pelikanen im Chor geweißt. Stattdessen wurden an der Ostwand des Langhauses links der Kanzel ein Lamm mit Siegesfahne und dem Bibelvers aus Heb 13,8  und an der gegenüberliegenden Seite ein Pelikan mit dem Bibelvers aus Kol 1,20b  gemalt. 1971 wurden auch diese Darstellungen überstrichen. In den Jahren 1975–1977 folgte eine Außensanierung. Schadhaftes Mauerwerk wurde ersetzt und die bis dahin unverputzte Kirche erhielt erstmals einen Außenputz. 1998 schloss sich eine Innenrenovierung an, bei der der Bibelvers über dem Chorbogen wiederhergestellt wurde.
Die evangelischen Kirchengemeinden in Niedergirmes und Garbenheim sind seit 2013 kirchenkreisübergreifend pfarramtlich verbunden. Seit 2019 gehören sie zum Evangelischen Kirchenkreis an Lahn und Dill in der Evangelischen Kirche im Rheinland.

## Architektur

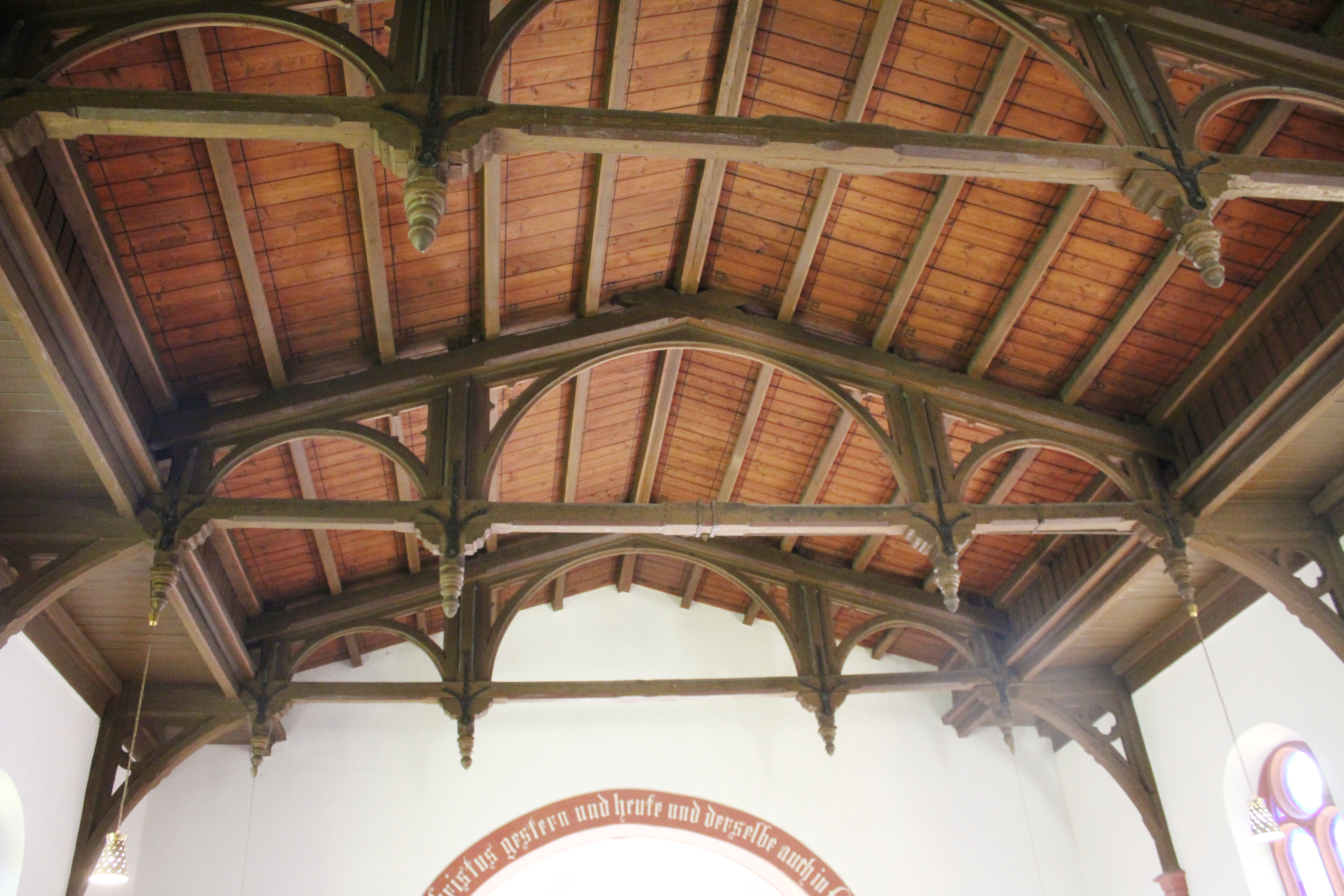
Offener Dachstuhl

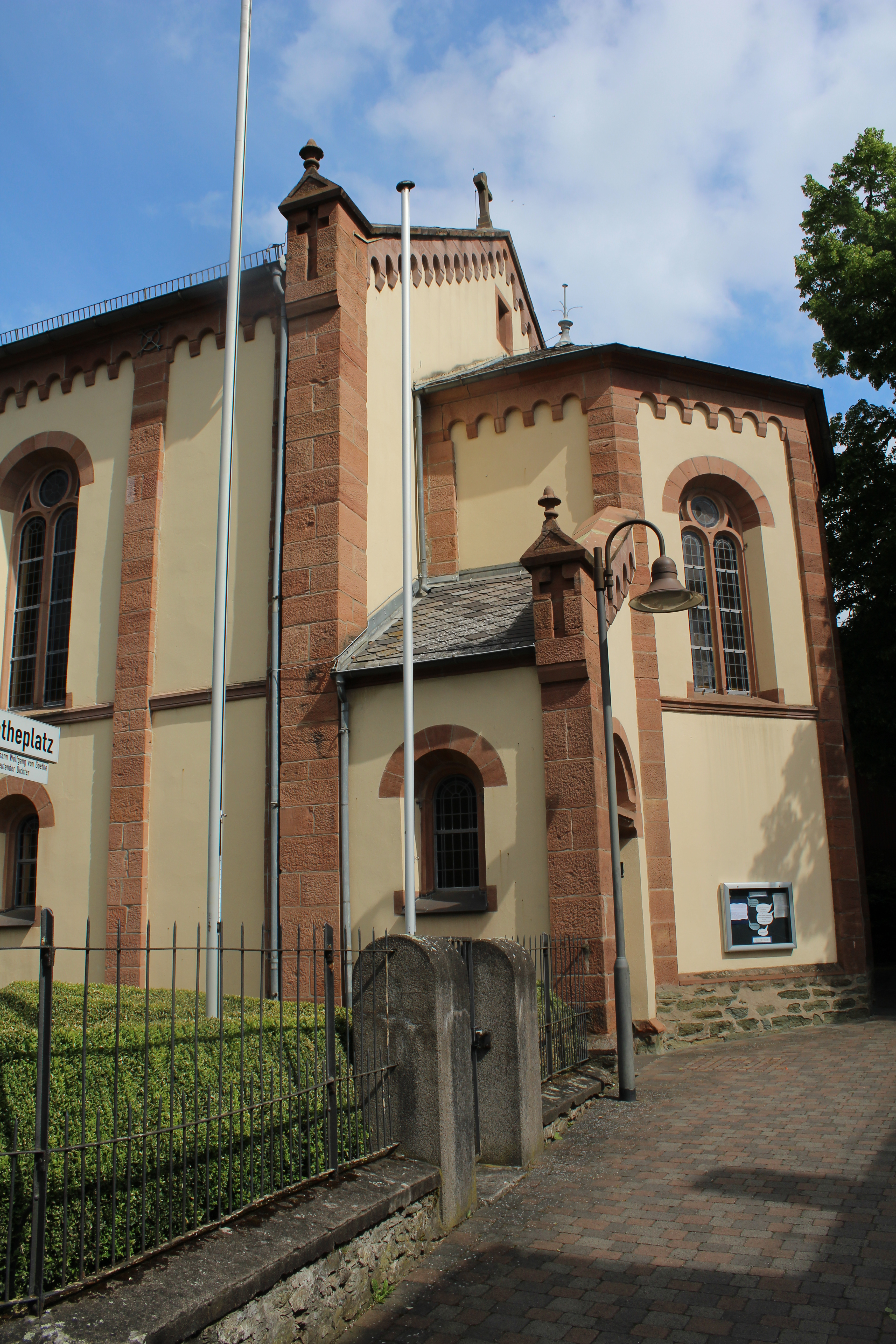
Polygonaler Chor im Osten

Die nicht exakt geostete, sondern parallel zur Kirchstraße ausgerichtete Kirche in Verlängerung des Goetheplatzes ist in der Ortsmitte aus Bruchsteinmauerwerk errichtet. Sie steht auf einem Kirchengelände, das teilweise von Bruchsteinmauern umgeben ist. Das Mauerwerk, dessen Steine aus örtlichen Steinbrüchen stammen, ist seit 1978 in einem gelblichen Farbton verputzt, wobei Gliederungselemente wie Friese, Gesimse, Lisenen, Pilaster, Maßwerk und Bögen vom Verputz ausgespart sind. In stilistischer Hinsicht weisen Bögen und Fenster der Kirche auf den Rundbogenstil.
Das vierachsige Langhaus wird von einem Satteldach bedeckt, dem kleine Gauben und an der Ostseite ein Steinkreuz aufgesetzt sind. Der Fünfachtelschluss ist gegenüber dem Langhaus niedriger und eingezogen. Lisenen und Eckpilaster an Langhaus und Chor gehen unterhalb der Traufe in einen Rundbogenfries über. Den Eckpilastern am Langhaus sind stilisierte Blütendolden aufgesetzt. Ein umlaufendes Gesims gliedert in zwei Fensterzonen. Die obere Zone hat Rundbogenfenster mit zweibahnigem Maßwerk und Rundfenster im Bogenfeld und die untere Zone des Langhauses kleine Rundbogenfenster. Der Chor wird durch drei Fenster belichtet und von niedrigen Annexbauten unter einem Pultdach flankiert. Der nordöstliche Anbau dient als Sakristei und der südöstliche als Nebeneingang vom Goetheplatz her. Das Hauptportal im Turmrisalit wurde ursprünglich von zwei Säulen flankiert, aber in den 1960er Jahren in schlichterer Form umgestaltet.
Der Westturm ist risalitartig fast vollständig in das Langhaus eingebunden. Der quadratisch aufgemauerte Turmschaft kragt auf Konsolen vor und wird durch ein Gesims in zwei Geschosse gegliedert. Das Glockengeschoss hat gekuppelte Rundbogenöffnungen mit Rundsäulen. Die Ecklisenen gehen wie bei Langhaus und Chor in einen Rundbogenfries über. Über vier flachen, verschieferten Dreiecksgiebeln, auf denen die Zifferblätter der Turmuhr angebracht sind, erhebt sich der oktogonale Spitzhelm, der von einem Turmknauf und einem verzierten Kreuz bekrönt wird.

## Ausstattung

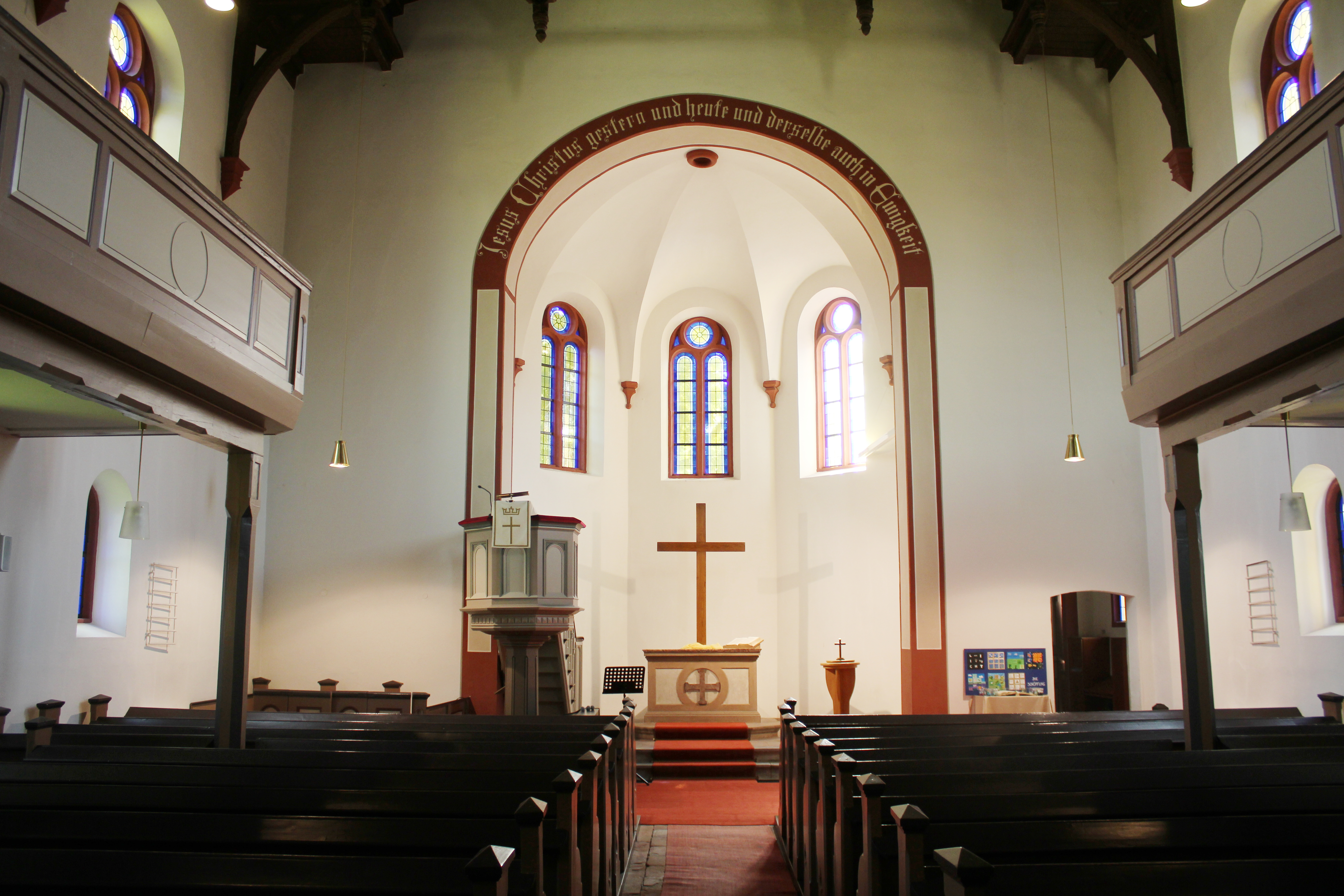
Innenraum mit Blick auf den Altar

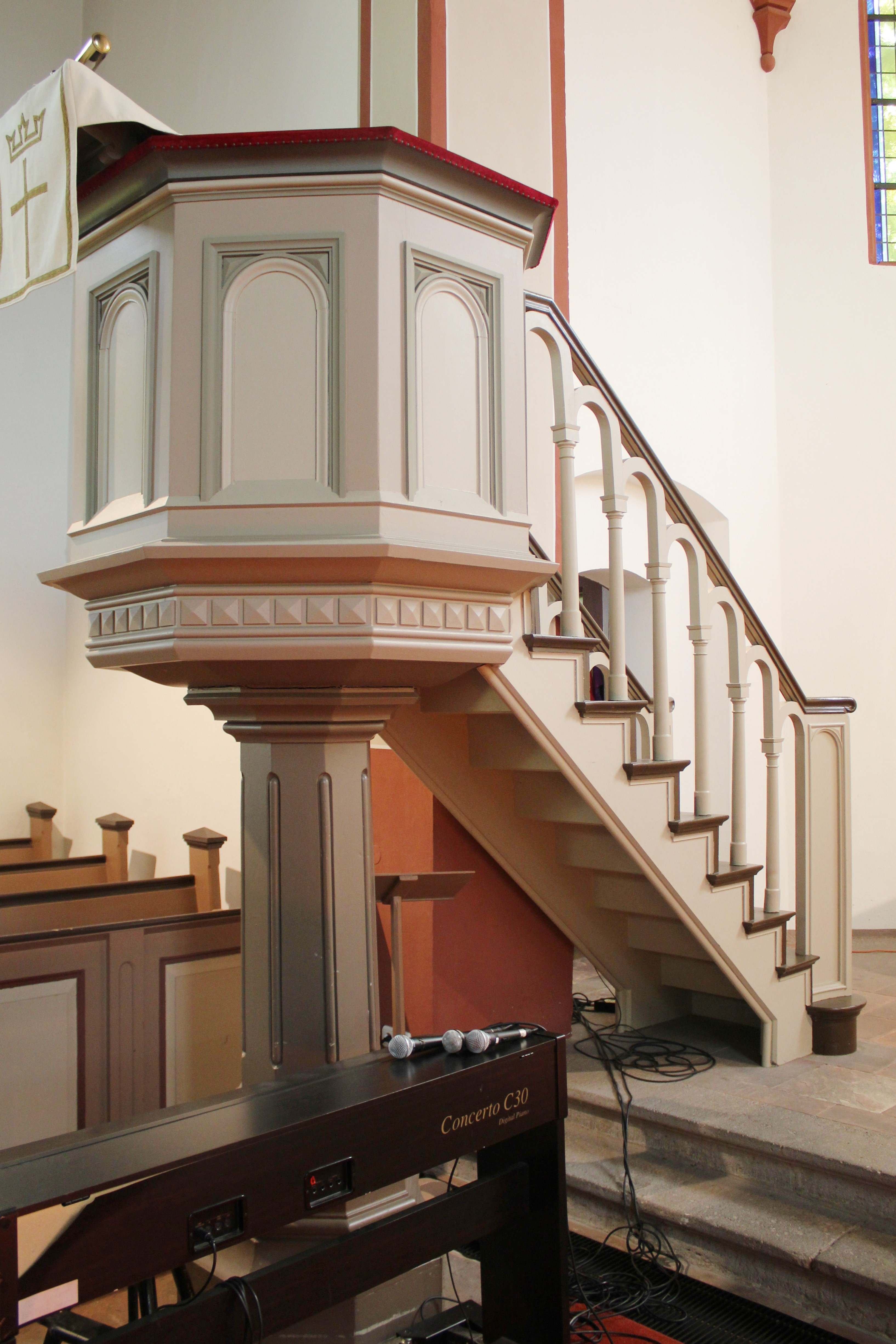
Kanzel

Der Innenraum wird durch einen offenen Dachstuhl abgeschlossen, dessen verbretterte Konstruktion auf Wandstielen als Konsolen ruht. Die Ankerbalken sind mit Holzzapfen verziert. Im Chor tragen kleine Konsolen das Chorgewölbe. Ein großer Rundbogen öffnet den um zwei Stufen erhöhten Chor zum Schiff. Er trägt den Bibelvers: „Jesus Christus gestern und heute und derselbe auch in Ewigkeit“ aus Heb 13,8 . Die Kirchenausstattung ist weitgehend bauzeitlich. Der Fußboden ist mit Steinplatten belegt, während sich unterhalb des Kirchengestühls ein Holzboden befindet. Das Gestühl aus Tannenholz lässt einen Mittelgang frei.
Die dreiseitig umlaufende Empore reicht an den Langseiten nicht bis an die Ostwand heran. Die polygonale Kanzel aus Eichenholz mit kassettierten Füllungen in den Kanzelfeldern ist am nördlichen Chorbogen aufgestellt. Nicht mehr vorhanden ist der originale Schalldeckel. Der schlichte Altar aus Haustein ist um eine Stufe erhöht und trägt vorne ein griechisches Kreuz in einem Kreis. In den 1950er Jahren wurde das schlichte hölzerne Altarkreuz gefertigt. Reinhold Atzbach fertigte 2002 den pokalförmigen Taufstein aus Kiefernholz, der eine 1883 gestiftete Taufschale trägt. Der Grabstein für Johann Wilhelm Lantz († 1833), der beim Bergbau ums Leben kam, wurde in der rechten Chorwand eingemauert.

## Orgel

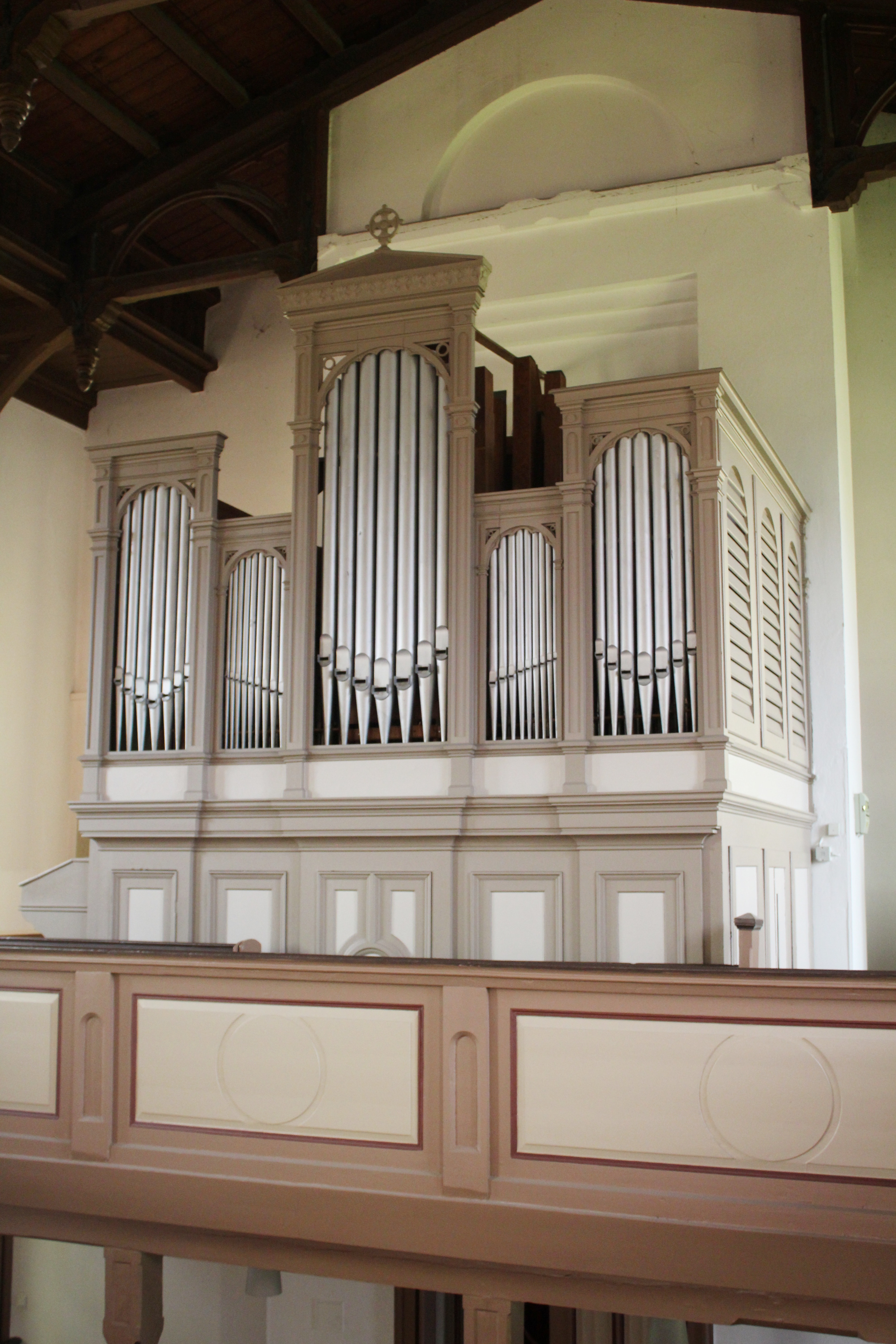
Raßmann-Orgel von 1886

Die Gemeinde schaffte 1765–1768 eine neue Orgel von Philipp Ernst Wegmann an, die nach Abicht im Jahr 1836 in einem „ziemlich guten“ Zustand war. Sie verfügte über elf Register auf einem Manual und Pedal. Mit dem Kirchenbrand 1866 wurde auch die Wegmann-Orgel zerstört. Gustav Raßmann baute im Jahr 1886 für die neue Kirche eine zweimanualige Orgel mit 13 Registern auf mechanischen Kegelladen im Stil der Spätromantik. Sie kostete 2950 Mark. Ein Umbau im Jahr 1961 führte zu Dispositionsänderungen im Sinne des Neobarock. Seitdem lautet die Disposition wie folgt:
| I Manual C–f3 |       |
| Principal     | 8′    |
| Hohlflöte     | 8′    |
| Octave        | 4′    |
| Gedeckt       | 4′    |
| Quinte        | 2 ⁄3′ |
| Blockflöte    | 2′    |
| Mixtur IV     | 2′    |

| II Manual C–f3   |    |
| Lieblich Gedeckt | 8′ |
| Flöte            | 4′ |
| Prinzipal        | 2′ |

| Pedal C–c1  |     |
| Subbass     | 16′ |
| Octavbass   | 8′  |
| Violoncello | 8′  |

- Koppeln: II/I, I/P
- Spielhilfen: Tutti-Tritt, Windauslass